# Африканские мешкокрылы
Африканские мешкокрылы (лат. Coleura) — род летучих мышей из семейства футлярохвостых.
Этимология: греч. κολεός — «оболочка», греч. οὐρά — «хвост», поскольку хвост окутан межбедренной мембраной до последнего хвостового позвонка.

## Распространение
Coleura afra обитает на большей части восточной и восточной части Центральной Африки: Ангола, Бенин, Камерун, Центрально-Африканская Республика, Конго (Демократическая Республика), Кот-д’Ивуар, Джибути, Эритрея, Эфиопия, Гана, Гвинея, Гвинея-Бисау, Кения, Мадагаскар, Мозамбик, Нигерия, Сомали, Судан, Танзания (включая остров Пемба), Уходить, Уганда, Йемен. Coleura kibomalandy известен из двух мест на Мадагаскаре: Национальный парк Анкарана и Национальный парк Наморока. Coleura seychellensis эндемик Сейшельских островов, и в настоящее время встречается на островах Силуэт, Маэ (на северо-западе острова) и Праслен. Считается, вымершим на островах Ла-Диг и Праслен начиная с 1980-х годов.

## Морфология
Голова и тело длиной 55-65 мм, хвост длиной 12-20 мм, предплечье длиной 45-56 мм. Окрас меха темно-коричневый или красновато-коричневый или копоти-коричневый сверху и несколько бледнее снизу. Волосы перед глазами и на межбедренной мембране иногда красноватые.

## Поведение
Днюют в пещерах и домах, в основном в щелях и трещинах.

## Классификация
В род включают 3 вида:
- Африканский мешкокрыл (Coleura afra)
- Coleura kibomalandy
- Сейшельский мешкокрыл (Coleura seychellensis)